# Micro Mobility Systems

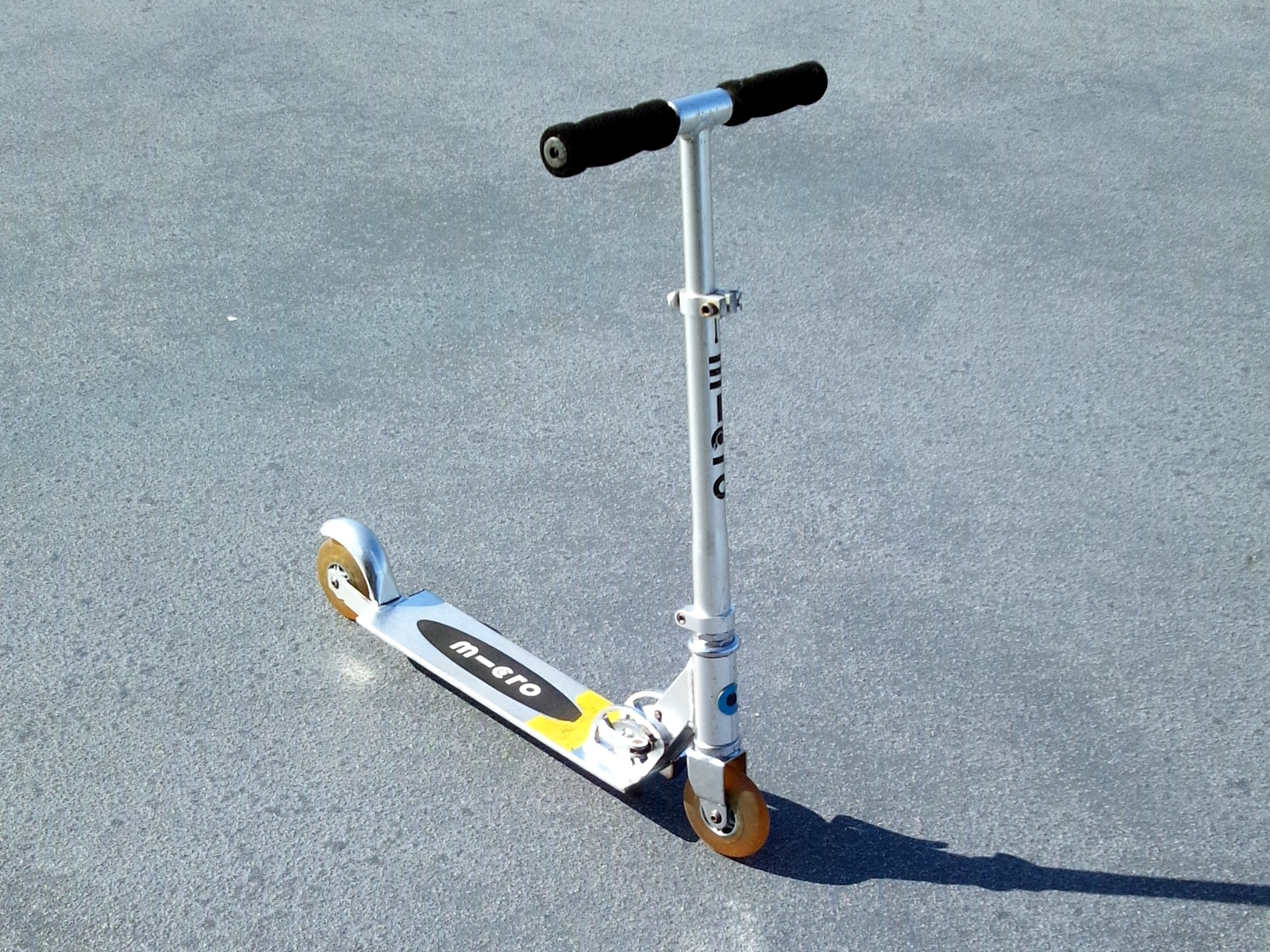
hulajnoga Micro

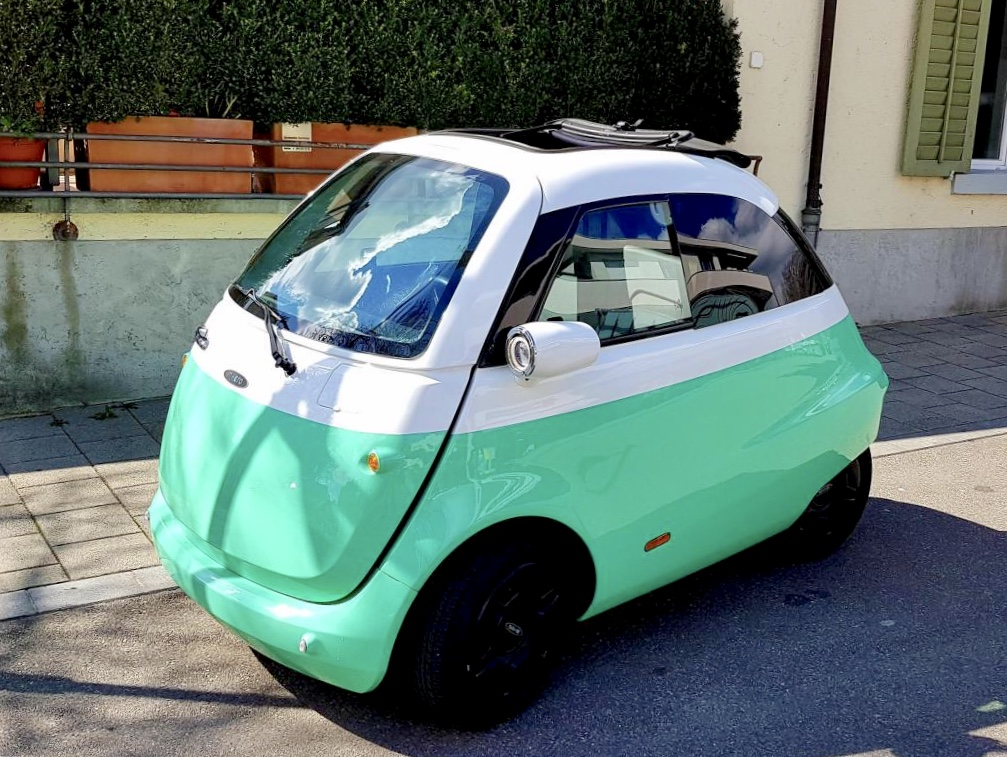
Micro Microlino 2.0

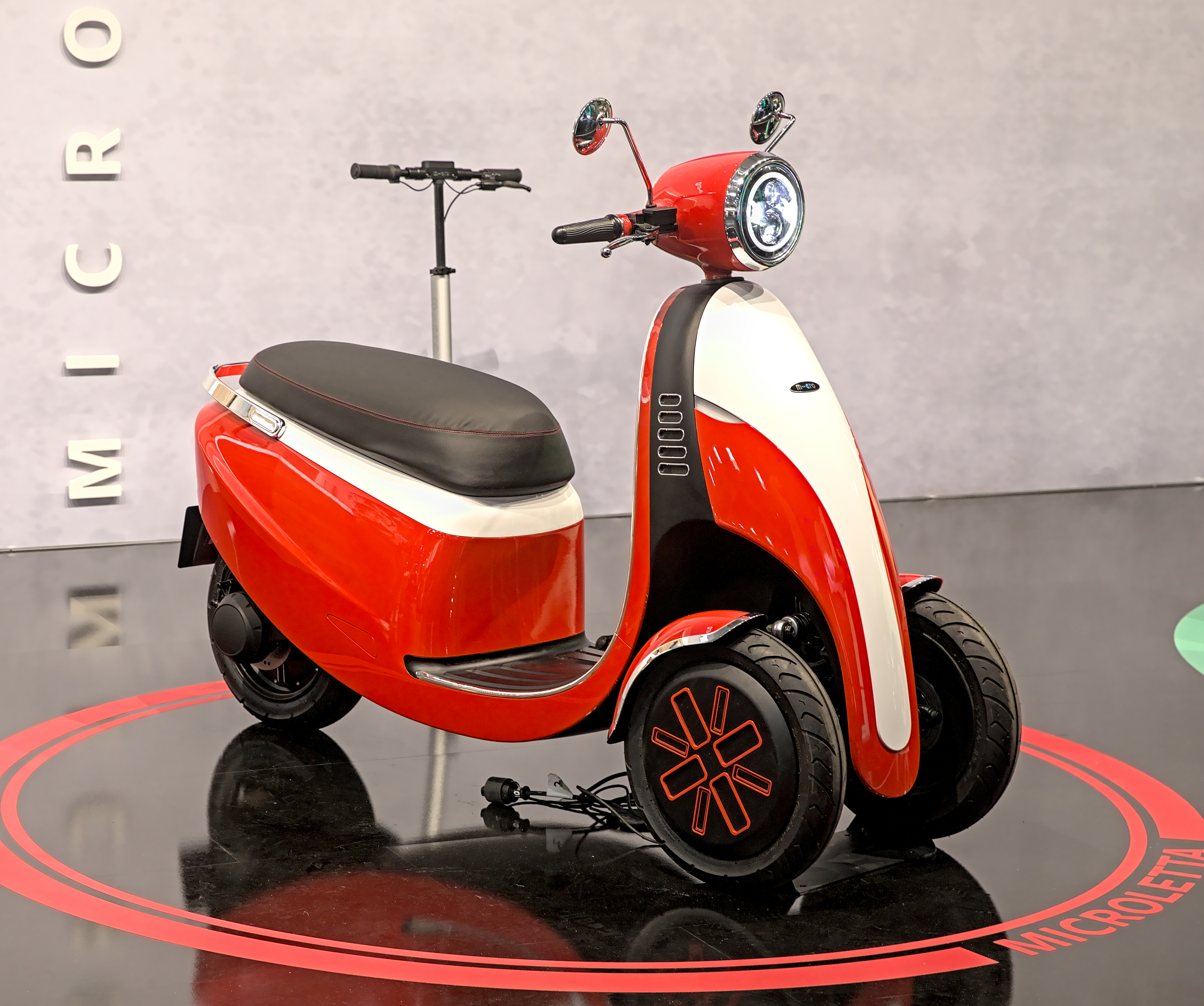
Micro Microletta

Micro Mobility Systems AG – szwajcarski producent hulajnóg oraz elektrycznych mikrosamochodów i skuterów z siedzibą w Küsnacht, działający od 1996 roku.

## Historia

### Początki
Szwajcarskie przedsiębiorstwo Micro założył Wim Ouboter w drugiej połowie lat 90. XXI wieku w Küsnacht na przedmieściach Zurychu. Pierwszym celem zostało wdrożenie do produkcji koncepcji trójkołowej hulajnogi Micro Kickboard, przekonując do współpracy amerykańskie K2 Sports. Pojazd przedstawiono w 1998 roku w Monachium, a do produkcji trafił on rok później po entuzjastycznej reakcji. 
Przez kolejne dwie dekady XXI wieku Micro Mobility Systems zbudowało swoją silną pozycję rynkową jako globalny sprzedawca różnego rodzaju jak m.in. hulajnogi dwu- i trójkołowe, a także hulajnogi i rowery elektryczne. W październiku 2020 roku szwajcarskie przedsiębiorstwo nawiążało współpracę z Mercedesem, opracowując zaawansowaną technicznie hulajnogę elektryczną.

### Microlino
W marcu 2016 roku podczas rodzimej wystawy samochodowej Geneva Motor Show szwajcarskie przedsiębiorstwo ogłosiło chęć wkroczenia do branży motoryzacyjnej. Przedstawiono wówczas prototyp nowożytnej interpretacji klasycznego mikrosamochodu BMW Isetta w postaci prototypu Microlino. Jeszcze w roku debiutu studyjnego Microlino producent potwierdził, że mały samochód elektryczny w produkcyjnej postaci ma trafić do produkcji w przeciągu ok. 3 lat. 
W lipcu 2018 roku produkcyjne Microlino przeszło niezbędne testy homologacyjne uprawniające do poruszania się po unijnych drogach. Finalny, seryjny pojazd pod nazwą Microlino 2.0 zadebiutowało we wrześniu 2021 roku, podczas targów IAA 2021 w Monachium. Liczba zamówień na Microlino we wrześniu 2021 przekroczyła pułap 24 tysięcy. Początek produkcji pojazdu w zakładach w Turynie we Włoszech wytyczono na koniec 2021 roku.

### Microletta
Razem z Microlino 2.0 szwajcarskie przedsiębiorstwo przedstawiło rozwinięcie jego koncepcji w formie prototypu elektrycznego, trójkołowego skutera Microletta. Wyróżnił się on dwubarwnym, czerwono-białym malowaniem nadwozia, a także systemem wymiennych baterii, które można ładować w domu bez konieczności podłączania pojazdu do gniazdka. Micro Mobility Systems nie wyznaczyło jeszcze początku produkcji Microletty.

## Modele samochodów

### Obecnie produkowane
- Microlino 2.0

### Studyjne
- Micro Microlino Concept (2016)
- Micro Microletta (2021)